# Пологовский район
Поло́говский райо́н (укр. Пологівський район) — административная единица Запорожской области Украины.
Административный центр — Пологи, крупнейший город — Токмак.

## География
Пологовский район расположен в восточной части Запорожской области. Граничит со всеми районами Запорожской области, а также с Волновахским и Мариупольским районами Донецкой области.
Территория района занимает площадь 6771,9 км².
По территории района протекают реки:
Янчур,
Конка,
Мокрая Конка,
Сухая Конка,
Малая Токмачка,
Вербовая,
Ожерельная,
Гайчур.

## История
Район образован 7 марта 1923 года.
17 июля 2020 года в результате административно-территориальной реформы район был укрупнён, в его состав вошли территории:
- Пологовского района,
- Бильмакского (Куйбышевского) района,
- Гуляйпольского района
- Ореховского района (частично),
- Розовского района,
- Токмакского района (частично),
- а также город областного значения Токмак.

В 2022 году больше половины района было оккупировано российскими войсками в ходе вторжения России в Украину.

## Население
Численность населения района в укрупнённых границах — 172,5 тыс. человек.
Численность населения района в границах до 17 июля 2020 года по состоянию на 1 января 2020 года — 38 636 человек, из них городского населения — 18 658 человек (город Пологи), сельского — 19 978 человек.
По данным переписи 2001 года, численность населения составляла 48 043 человека, на 1 января 2013 года — 41 580 человек.

## Административное устройство
Район в укрупнённых границах с 17 июля 2020 года делится на 15 территориальных общин (громад), в том числе 5 городских, 3 поселковые и 7 сельских общин (в скобках — их административные центры):
- Городские:
  - Гуляйпольская городская община (город Гуляйполе),
  - Молочанская городская община (город Молочанск),
  - Ореховская городская община (город Орехов),
  - Пологовская городская община (город Пологи),
  - Токмакская городская община (город Токмак);
- Поселковые:
  - Бильмакская поселковая община (пгт Бильмак),
  - Камыш-Зарянская поселковая община (пгт Камыш-Заря),
  - Розовская поселковая община (пгт Розовка);
- Сельские:
  - Воздвижевская сельская община (село Воздвижевка),
  - Воскресенская сельская община (село Воскресенка),
  - Малиновская сельская община (село Малиновка),
  - Малотокмачанская сельская община (село Малая Токмачка),
  - Преображенская сельская община (село Преображенка),
  - Смирновская сельская община (село Смирново),
  - Фёдоровская сельская община (село Фёдоровка).

### История деления района

Район в старых границах до 17 июля 2020 года

Район в старых границах до 17 июля 2020 года включал в себя:
| - Городских советов: 1 - Сельских советов: 12 | - Городов: 1 - Посёлков: 1 - Сёл: 36 |

Местные советы (в старых границах до 17 июля 2020 года):
| - Пологовский городской совет - Басанский сельский совет - Вербовский сельский совет - Григоровский сельский совет - Инженерненский сельский совет - Конско-Раздоровский сельский совет - Новосёловский сельский совет | - Константиновский сельский совет - Пологовский сельский совет - Семёновский сельский совет - Тарасовский сельский совет - Чапаевский сельский совет - Чубаревский сельский совет |

Населённые пункты (в старых границах до 17 июля 2020 года)
| с. Андреевское с. Балочки с. Басань с. Богатое с. Бурлацкое с. Вербовое с. Воскресенка с. Григоровка с. Дмитровское с. Золотая Поляна | с. Ивана Франко с. Инженерное с. Конские Раздоры с. Константиновка с. Красносёловка с. Лозовое пос. Магедово с. Межирич с. Новая Дача с. Новокарловка | с. Новосёловка с. Новофёдоровка с. Ожерельное с. Павловское с. Пологи г. Пологи с. Решетиловское с. Романовское с. Семёновка с. Тарасовка | с. Терновое с. Украинское с. Фёдоровка с. Хлеборобное с. Чкалово с. Чумацкое с. Шевченко с. Шевченково |

Ликвидированные населённые пункты (в старых границах до 17 июля 2020 года)
| с. Любокут |

## Известные уроженцы
- Потоцкий, Иван Яковлевич — ветеран советской военной контрразведки.
- Гасик, Михаил Иванович — советский и украинский учёный-металлург.
- Френкель, Ян Абрамович — советский композитор-песенник, певец, скрипач, гитарист, пианист, актёр.